# 機関長

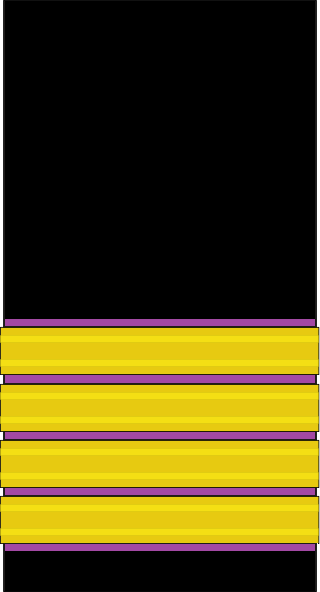
機関長の肩章の一例

機関長（きかんちょう、英語：Chief engineer）は船舶の職制における役職のひとつで機関部の責任者。
一般的に、制服の上着の袖章または肩章の線は金線4本（金筋の間は機関部員を表す紫色）である。金線4本の階級章をもつ船員は、船長と機関長のみである。